# The Wraith of Haddon Towers
The Wraith of Haddon Towers er en amerikansk stumfilm fra 1916.

## Medvirkende
- Constance Crawley
- Arthur Maude
- Beatrice Van
- Leslie Reed